# فرانکو پیرسانتی
فرانکو پیرسانتی (انگلیسی: Franco Piersanti؛ زادهٔ ۱۲ ژانویه ۱۹۵۰) یک آهنگساز و رهبر ارکستر اهل ایتالیا است.
از فیلم‌های او می‌توان به ماریانا اوکریا و ترس و عشق اشاره کرد.
وی در سال ۲۰۱۲ برنده جایزه انجمن ملی فیلم ایتالیا شده‌است.